# Xanthophyllaceae
Xanthophyllaceae is een botanische naam, voor een familie van tweezaadlobbige planten. Een familie onder deze naam wordt zelden erkend door systemen voor plantentaxonomie, en ook niet door het APG-systeem (1998) en het APG II-systeem (2003): deze plaatsen de betreffende planten in de vleugeltjesbloemfamilie (Polygalaceae).
De familie wordt wel erkend door het Wettstein-systeem (1935) en het Cronquist-systeem (1981): in dit laatste systeem wordt de familie geplaatst in de orde Polygalales.
Indien erkend bestaat de familie uit slechts één geslacht, te weten Xanthophyllum.